# بخش الک (شهرستان وینتون، اوهایو)
بخش الک (به انگلیسی: Elk Township) یک منطقهٔ مسکونی در ایالات متحده آمریکا است که در شهرستان وینتون، اوهایو واقع شده‌است.
 بخش الک ۹۸٫۶ کیلومتر مربع مساحت و ۳٬۳۰۶ نفر جمعیت دارد و ۲۲۵ متر بالاتر از سطح دریا واقع شده‌است.